# Lancia
Lancia és un fabricant italià d'automòbils fundat l'any 1906 per Vincenzo Lancia. Actualment forma part del grup Fiat des de 1969. El seu màxim responsable és Olivier François.
Lancia és coneguda pel fet que diverses innovacions importants en el sector de l'automòbil van ser seves, com ara el primer motor V12, el primer V8 i el primer motor V6 construïts per a vehicles de carrer. L'exemple més característic d'aquest caràcter innovador és el Lancia Lambda, produït en diverses sèries entre 1922 i 1931, primer automòbil en utilitzar la carrosseria monocasc i en incorporar una suspensió independent.
La seva gamma de productes actual està composta pels models Ypsilon, Musa, Delta, i Phedra. Aquests models es caracteritzen per ser versions més luxoses dels Fiat en els quals es basen.

## Ral·lis
En el món de la competició automobilística, Lancia va ser tota una referència del Campionat Mundial de Ral·lis a la dècada dels 70 i 80 amb models com el Fulvia, el Stratos, el 037 i el Delta, els quals van donar a la marca gran popularitat popularitat i reconeixement arreu del món.
L'any 1972 l'equip Lancia conquistà amb el Fulvia el seu primer Campionat Mundial de Ral·lis de constructors, al qual li seguiren els de 1974, 1975 i 1976 amb el Stratos, el de 1983 amb el 037 i sis més de manera consecutiva entre 1987 i 1992 amb les diverses versions de Delta Integrale de Grup A. Paral·lelament, Juha Kankkunen i Miki Biasion guanyaren cadascun 2 títols mundials per pilots, si bé pels volants de Lancia passaren altres grans pilots com Markku Alén, Didier Auriol, Sandro Munari, Bernard Darniche, Walter Röhrl, Björn Waldegård o Henri Toivonen. L'any 1992, Lancia va abandonar el Campionat Mundial de Ral·lis, mantenint-se allunyada de la competició automobilística de forma oficial des de llavors.
Malauradament, en el món dels ral·lis el nom de Lancia també ha anat associat a dues grans tragèdies amb les morts d'Attilio Bettega l'any 1985 al Tour de Còrsega amb el Lancia 037 i de Henri Toivonen l'any 1986 també al Tour de Còrsega, en aquesta ocasió a les mans d'un Lancia Delta S4. Aquestes morts suposaren la supressió dels denominats cotxes de Grup B.

## Fórmula 1
Lancia va debutar brillantment a la Fórmula 1 al GP d'Espanya de la temporada 1954 amb el monoplaça D50, dissenyat per l'enginyer italià Vittorio Jano. De la mà d'Alberto Ascari va aconseguir la pole, però no va aconseguir acabar la cursa.
Degut a problemes financers Lancia es va veure obligada a retirar-se de la F1 el 1955. El projecte del D50, però va ser cedit a Ferrari, que va seguir desenvolupant-lo. La temporada següent, 1956, rebatejat com a Lancia-Ferrari D50, aconseguiria el campionat del món de F1, amb Juan Manuel Fangio al volant.

## Models
- Lancia Alfa (1908-1908)
- Lancia Dialfa (1908-1908)
- Lancia Beta (1909-1909)
- Lancia Gamma (1910-1910)
- Lancia Delta (1911-1911)
- Lancia Epsilon (1911-1912)
- Lancia Eta (1911-1914)
- Lancia Zeta (1912-1914)
- Lancia Theta (1913-1918)
- Lancia Jota (1915-1920)
- Lancia Djota (1915-1919)
- Lancia Kappa (1919-1922)
- Lancia Dikappa (1921-1922)
- Lancia Triota (1921-1922)
- Lancia Tetraiota (1921-1928)
- Lancia Trikappa (1922-1925)
- Lancia Lambda (1922-1931)
- Lancia Pentaiota (1924-1933)
- Lancia Esaiota (1926-1927)
- Lancia Eptaiota (1927-1935)
- Lancia Omicron (1927-1936)
- Lancia Dilambda (1928-1935)
- Lancia Astura (1931-1939)
- Lancia Artena (1931-1942)
- Lancia Augusta (1933-1936)
- Lancia Ro (1933-1939)
- Lancia Ro-Ro (1935-1939)
- Lancia 3Ro (1937-1949)
- Lancia Aprilia (1937-1949)
- Lancia Ardea (1939-1953)
- Lancia Esaro (1943-1946)
- Lancia Esatau (1947-1963)
- Lancia Beta (1950-1961)
- Lancia Aurelia (1950-1958)
- Lancia Appia (1953-1963)
- Lancia D20-D25 (1953-1954)
- Lancia D50 (1954-1954)
- Lancia Flaminia (1957-1970)
- Lancia Esadelta (1959-1970)
- Lancia Jolly (1959-1964)
- Lancia Flavia (1961-1971)
- Lancia Esagamma (1962-1971)
- Lancia Superjolly (1963-1970)
- Lancia Fulvia (1963-1976)
- Lancia 2000 (1971-1975)
- Lancia Beta (1972-1984)
- Lancia Stratos (1973-1978)
- Lancia Montecarlo (1975-1981)
- Lancia Gamma (1976-1984)
- Lancia Delta (1979-2014)
- Lancia Beta Trevi (1980-1984)
- Lancia LC1 (1982-1983)
- Lancia Prisma (1982-1989)
- Lancia LC2 (1983-1986)
- Lancia Thema (1984-2014)
- Lancia Dedra (1989-1999)
- Lancia Kappa (1994-2000)
- Lancia Zeta (1994-2002)
- Lancia Ypsilon (1995-present)
- Lancia Lybra (1998-2005)
- Lancia Thesis (2001-2009)
- Lancia Phedra (2002-2010)
- Lancia Musa (2004-2012)